# Sunny Side (Nuovo Messico)
Sunny Side è una comunità non incorporata degli Stati Uniti d'America della contea di Colfax nello Stato del Nuovo Messico. È un campo caravan.
La comunità si trova lungo la State Road 21 tra Rayado e Miami.